# Ligue des droits de la femme (Grèce)
Ne doit pas être confondu avec Ligue des droits de la femme, Ligue belge du droit des femmes ou Ligue française pour le droit des femmes.
La Ligue des droits de la femme de Grèce, en grec moderne : Σύνδεσμος για τα Δικαιώματα της Γυναίκας / Sýndesmos gia ta Dikéómata tis Gynékas, est une organisation féministe grecque fondée en 1920, à Athènes, en Grèce, pour promouvoir les droits politiques des femmes, notamment le suffrage. Affiliée à l'Alliance internationale des femmes, l'organisation est toujours active aujourd'hui,.

## Contexte
Un certain nombre d'initiatives en faveur des femmes ont été prises depuis que la Grèce a obtenu son indépendance en 1828, notamment dans le domaine de l'éducation. En 1828, Kalliópi Kechagía (1839-1905) fonde la Société pour la promotion de l'éducation des femmes. Kallirrói Parrén (1861-1940) fonde l'Union pour l'émancipation des femmes, en 1894 et l'Union des femmes grecques, en 1896, bien que toutes deux aient évité d'appeler à la cause controversée du suffrage féminin. Le Conseil national des femmes grecques, qui chapeaute une cinquantaine d'associations caritatives pour les femmes et les enfants, est fondé en 1911.
Des progrès en matière d'éducation sont réalisés avec l'admission des femmes à l'université d'Athènes et, en 1911, la création du Lycée des femmes grecques (Lykeion ton Ellinidon), une association qui s'efforce de faire revivre le passé glorieux de la Grèce. Ce n'est qu'en 1920 qu'Ávra Theodoropoúlou fonde la ligue grecque pour les droits de la femme, demandant spécifiquement des progrès en matière de droits politiques et de suffrage,.

## Histoire
La ligue est particulièrement active dans les années 1920, 1930 et 1950, réussissant à faire abroger des lois discriminatoires et à obtenir des progrès en matière de droit de la famille. En 1982, elle créé le Centre de documentation et d'étude des problèmes des femmes. La revue féministe Lutte des femmes est publiée par l'organisation depuis 1923, année où elle s'est affiliée à l'Alliance internationale des femmes.